# Élections législatives kosovares de 2007
Les élections législatives kosovares de 2007 ont lieu le 17 novembre 2007 dans la Province autonome serbe du Kosovo alors que la région est sous tutelle internationale. Elles sont les dernières avant l'indépendance du Kosovo.

## Résultats
| Parti                                                        | Voix      | %      | Sièges | Différence |
| ------------------------------------------------------------ | --------- | ------ | ------ | ---------- |
| Parti démocratique du Kosovo                                 | 196 207   | 34.32  | 37     | +7         |
| Ligue démocratique du Kosovo                                 | 129 410   | 22.63  | 25     | –22        |
| Alliance pour un nouveau Kosovo                              | 70 165    | 12.27  | 13     | Nouveau    |
| Ligue démocratique de Dardanie                               | 57 002    | 9.97   | 11     | +9         |
| Alliance pour l'avenir du Kosovo                             | 54 611    | 9.55   | 10     | +1         |
| Parti réformiste ORA                                         | 23 722    | 4.15   | 0      | –7         |
| Parti de la justice                                          | 9 890     | 1.73   | 0      | –1         |
| Coalition Vakat                                              | 5 428     | 0.95   | 3      | 0          |
| Parti démocratique turc du Kosovo                            | 4 999     | 0.87   | 3      | 0          |
| Parti d'action démocratique                                  | 3 661     | 0.64   | 2      | +1         |
| Parti démocratique ashkali du Kosovo                         | 3 443     | 0.60   | 3      | +2         |
| Mouvement national pour la libération du Kosovo              | 2 702     | 0.47   | 0      | Nouveau    |
| Nouvelle initiative démocratique du Kosovo                   | 2 121     | 0.37   | 1      | –1         |
| Cemil Luma                                                   | 1 261     | 0.22   | 0      | Nouveau    |
| Initiative civique du Gora                                   | 1 227     | 0.21   | 1      | 0          |
| Parti du front national albanais                             | 1 199     | 0.21   | 0      | 0          |
| Parti démocratique serbe du Kosovo-Metohija                  | 939       | 0.16   | 3      | Nouveau    |
| Parti libéral indépendant                                    | 855       | 0.15   | 3      | Nouveau    |
| Parti rom uni du Kosovo                                      | 600       | 0.10   | 1      | 0          |
| Naser Kuka                                                   | 822       | 0.14   | 0      | Nouveau    |
| Union des sociaux-démocrates indépendants du Kosovo-Metohija | 447       | 0.08   | 1      | Nouveau    |
| Parti serbe du Kosovo-Metohija                               | 317       | 0.06   | 1      | Nouveau    |
| Nouvelle démocratie                                          | 256       | 0.04   | 1      | Nouveau    |
| Parti populaire serbe                                        | 224       | 0.04   | 1      | Nouveau    |
| PSS pour le Kosovo et la Metohija                            | 136       | 0.02   | 0      | Nouveau    |
| Survie du Kosovo Pomoravlje                                  | 123       | 0.02   | 0      | Nouveau    |
| Total                                                        | 571 767   | 100.00 | 120    | -          |
|                                                              |           |        |        |            |
| Votes valides                                                | 571 767   | 90.95  |        |            |
| Votes invalides / vides                                      | 56 863    | 9.05   |        |            |
| Total votes                                                  | 628 630   | 100.00 |        |            |
| Électeurs inscrits / participation                           | 1 567 690 | 40.10  |        |            |

## Suites
Hashim Thaçi sera chargé de former un gouvernement puis déclarera l'indépendance du pays en février 2008.